# Mohamed Morsi
Mohamed Morsi Isa al-Ayyat (Arabisch: محمد مرسى عيسى العياط, IPA: [mæˈħæmmæd ˈmoɾsi ˈʕiːsæ l.ʕɑjˈjɑːtˤ]) (Ash Sharqiyah, 20 augustus 1951 - 17 juni 2019) was een Egyptisch politicus van de islamistische Moslimbroederschap. Bij de presidentsverkiezingen van 2012 werd hij met bijna 52% van de stemmen verkozen tot president van de Arabische Republiek Egypte en versloeg hij zijn seculiere tegenstander Ahmed Shafik. Om de opgelegde wetten door buitenlandse invloeden een halt te roepen en te veranderen, gaf Morsi Als president een grondwettelijke verklaring uit die hem in feite ongelimiteerde bevoegdheden gaf en de macht om wetten zonder enige vorm van toezicht in te voeren. Door tegenstanders werd dit gezien als een 'islamistische staatsgreep', honderdduizenden mensen demonstreerden tegen deze machtsgreep en veel rechters legden hun werk neer als protest. Op 3 juli 2013 werd Morsi afgezet door het leger nadat miljoenen mensen de straat op waren gegaan om zijn aftreden te eisen. De demonstraties waren groter dan die in 2011 tegen Moebarak.
Door de Egyptische justitie wordt hij beschuldigd van het aanzetten tot moord, spionage voor Hamas en Hezbollah en dodelijk geweld. Hij werd veroordeeld tot 20 jaar celstraf vanwege de dood van demonstranten in 2012. Op 16 mei 2015 werd Morsi veroordeeld tot de doodstraf voor het verspreiden van staatsgeheimen, het organiseren van gevangenisuitbraken en aanvallen op de politie. Op 17 juni 2019 stierf hij kort na een rechtszitting.

## Levensloop
Morsi werd op 20 augustus 1951 geboren in het dorpje Edwa in het gouvernement Ash Sharqiyah in de Nijldelta. Hij was de oudste zoon in een gezin van vijf jongens. Hij studeerde civiele techniek aan de Universiteit van Caïro, waar hij in 1978 zijn master in de metallurgie behaalde. In 1982 studeerde hij af aan de University of Southern California.
Morsi doceerde aan de Faculteit van Bouwkunde van de Universiteit van Caïro en de University of Southern California. Tussen 1982 en 1985 was hij tevens assistent-professor aan de California State University - Northridge.
Van 2000 tot 2005 was Morsi afgevaardigde in de Egyptische Volksvergadering. Hij werd als onafhankelijk kandidaat gekozen omdat de Moslimbroederschap onder president Hosni Moebarak geen kandidaten mocht stellen. Tot de oprichting van de Partij voor Vrijheid en Gerechtigheid in 2011 was hij lid van de Executieve Raad van de Moslimbroederschap. Hierna werd hij door de broederschap verkozen tot de eerste voorzitter van de nieuwe partij.
Na de diskwalificatie van Khairat el-Shater voor de presidentsverkiezingen van 2012 trad Morsi, aanvankelijk slechts een reservekandidaat, naar voren als presidentskandidaat namens de Partij voor Vrijheid en Gerechtigheid.
Tijdens de verkiezingscampagne verklaarde hij 'De Koran is onze grondwet, de Profeet is onze leider, jihad is ons pad en dood in de naam van Allah is ons doel', ook riep hij op tot de implementatie van de Sharia in Egypte.

### President
De verkiezingen werden gehouden op 17 juni 2012, op 24 juni maakte de kiesraad de uitslag bekend: Mohamed Morsi was met 52% van de stemmen verkozen tot president van Egypte. Na het bekend worden van de uitslag verklaarde hij dat hij als president niet alleen zijn eigen islamistische achterban zou gaan vertegenwoordigen, maar alle Egyptenaren. Hij stapte tevens uit de Moslimbroederschap. Op 30 juni legde hij de presidentiële eed af.
Al voor hij president werd was het duidelijk dat hij te maken zou krijgen met de traditionele politieke macht van het leger van Egypte. Nadat de stemlokalen op 17 juni waren gesloten kwam de militaire raad met een interim-grondwet, die nodig zou zijn omdat het Constitutionele Hof het parlement had ontbonden. In deze grondwet kreeg het leger wetgevende macht, kon het een begroting opstellen en kreeg het de bevoegdheid mensen aan te wijzen die de permanente grondwet zouden gaan opstellen. Ook werd geregeld dat de president geen gezag meer zou hebben over de strijdkrachten.
Op 12 augustus 2012 echter maakte Morsi via de staatstelevisie bekend legerleider en defensieminister Tantawi en de chef van de legerstaf Enan te hebben ontslagen en vervangen door de generaals Abdul Fatah al-Sisi en Sedki Sobhi. Ook had hij de grondwetswijzigingen van de legertop teruggedraaid die de macht van de minister beperkten ten gunste van het leger. Deze maatregelen waren genomen "in het landsbelang", aldus Morsi.
Op 30 augustus sprak Morsi met de Iraanse president Ahmadinejad tijdens een top in Teheran. Daarmee was er voor het eerst sinds de Iraanse Revolutie in 1979 contact op hoog niveau tussen de beide landen. De banden waren in dat jaar door het pas aangetreden islamistische regime van ayatollah Khomeini verbroken omdat de Egyptische president Sadat een vredesverdrag met zijn buurland Israël had gesloten; in 1981 zou Sadat om dat feit vermoord worden. Op 9 september 2012 verklaarde Morsi (opnieuw) dat hij het vredesverdrag, een van de heetste hangijzers in de Egyptische politiek, na zou leven.
Op 12 september 2012 bezocht Morsi Brussel, waar hij de voorzitter van de Europese Commissie José Manuel Barroso en EU-buitenlandcoördinator Catherine Ashton ontmoette. Zijn land werd door de EU miljoenen aan financiële steun beloofd.
Morsi was niet opgewassen tegen de omstandigheden in zijn land. Onder het regime van Morsi bleef een verbetering van de Egyptische economie uit, de Egyptisch pond devalueerde en er ontstonden spanningen tussen de overheersende soennieten enerzijds en de christelijke Kopten en sjiieten anderzijds.
In november dat jaar kwam Morsi onder vuur, nadat hij een decreet had uitgevaardigd dat regelt dat zijn besluiten niet juridisch kunnen worden aangevochten, wat door velen als dictatoriaal wordt gezien. Ook had hij de belangrijkste openbaar aanklager ontslagen, met wie hij een conflict had. Volksprotesten en klachten van rechters volgden op Morsi's stappen. Op 8 december trok hij het decreet weer in. Ook zijn houding ten opzichte van de vrije meningsuiting kan discutabel worden genoemd: zijn vervolging van de populaire tv-host Bassem Youssef werd wereldwijd veroordeeld.

### Afzetting en veroordeling

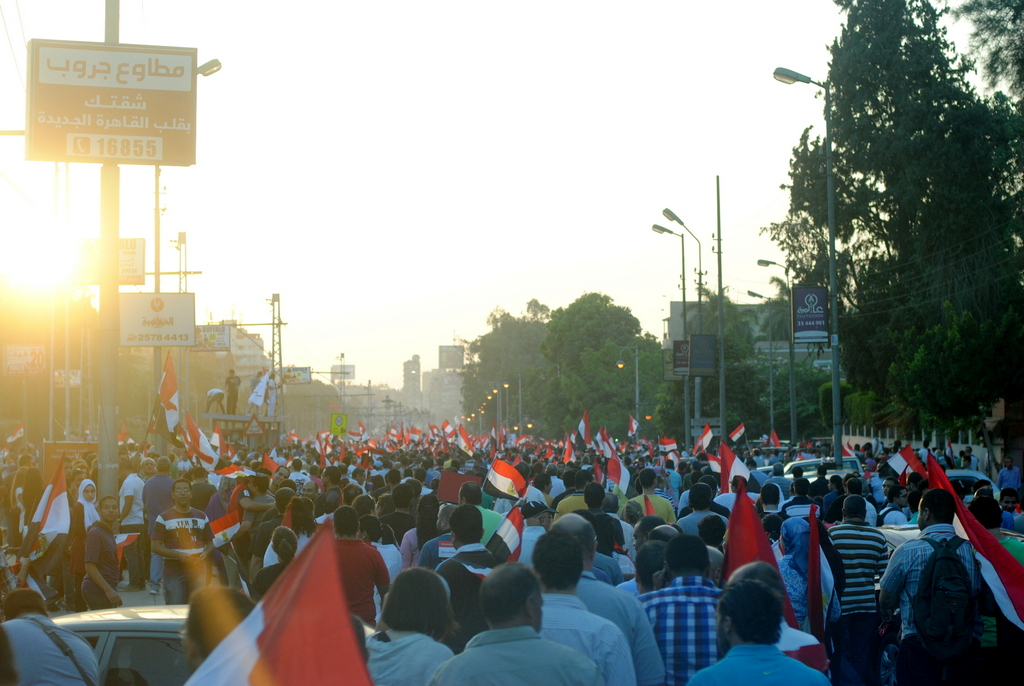
Anti-Morsi-demonstranten marcheren in Caïro tijdens de Egyptische Revolutie van 2013

Op 3 juli 2013 kreeg hij, na het aflopen van een ultimatum van het Egyptische leger, samen met andere hooggeplaatste leden van de Moslimbroederschap een reisverbod opgelegd. Het leger eiste dat de regering tegemoet zou komen aan de eisen van het Egyptische volk. Op dezelfde dag werd hij door het leger afgezet na een periode van protesten tegen zijn bewind. Zijn plek werd ingenomen door de voorzitter van het Constitutionele Hof, Adly Mansour. Na zijn afzetting werd Morsi op een onbekende locatie door het leger in detentie gehouden. Hij wordt door de openbaar aanklager onder andere beschuldigd van de dood van militairen en het samenzweren met en spioneren voor de radicale Palestijnse beweging Hamas. Begin 2015 werd Morsi ter dood veroordeeld vanwege het mogelijk maken van de uitbraak van gevangenen. Deze straf werd door de Egyptische grootmoefti, de hoogste religieuze autoriteit, tegengehouden. Op 16 juni 2015 maakte de rechtbank bekend dat de doodstraf werd gehandhaafd. Eerder die dag kreeg hij 25 jaar cel opgelegd vanwege de vermeende samenzwering met Hamas.